# Teuleria de Granyena de Segarra

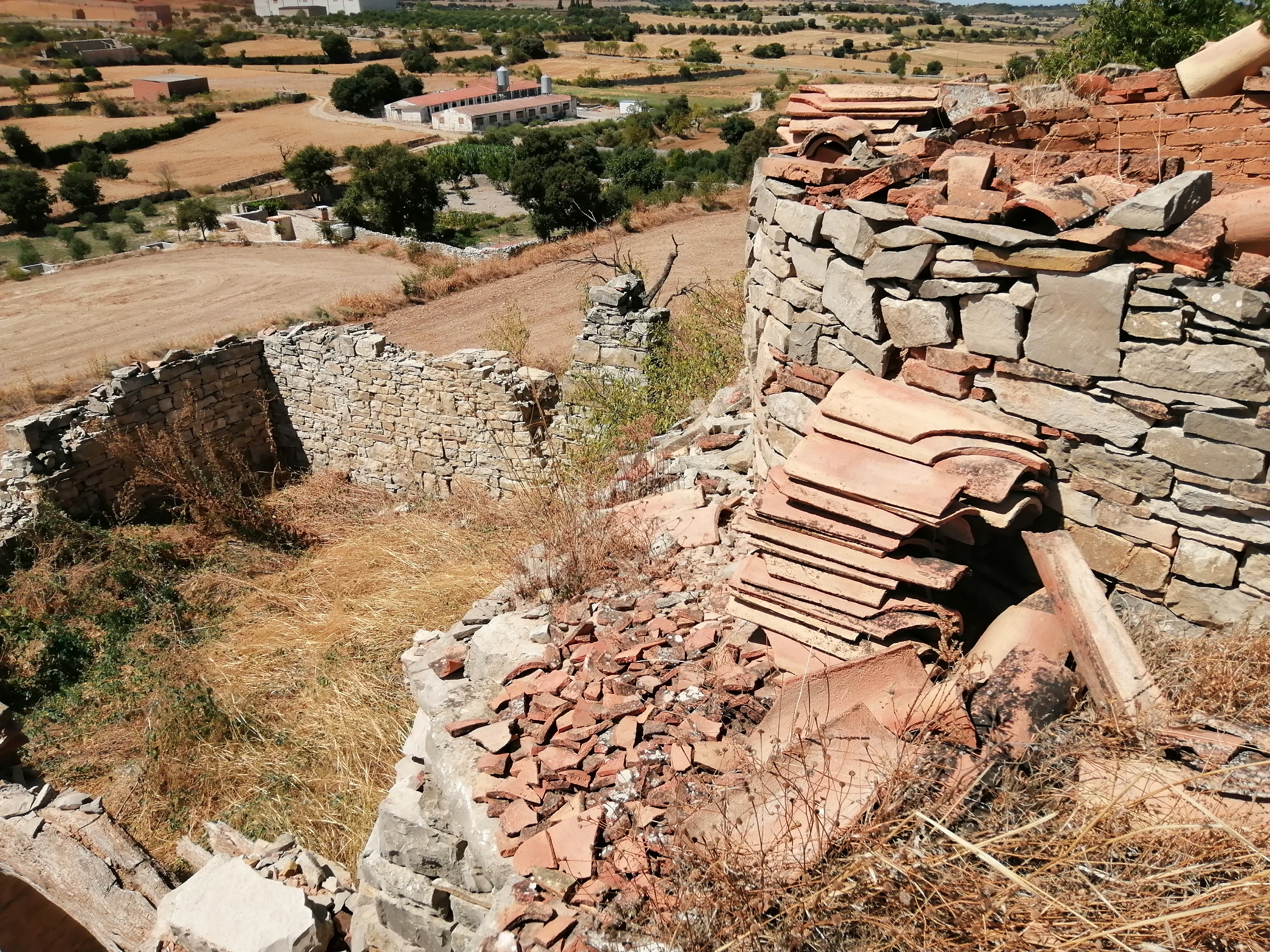
Vista de l'entorn.

La Teuleria de Granyena de Segarra és una obra de Granyena de Segarra (Segarra) inclosa a l'Inventari del Patrimoni Arquitectònic de Catalunya.

## Descripció
Antiga teuleria de Granyena de Segarra situada als afores del poble on encara es poden documentar les restes d'alguns murs corresponents als diferents espais d'ús, així com, les restes de l'antic forn emprat per coure teules. Destaquem la construcció d'aquest últim, construït en un marge, de planta circular amb els murs que s'aixequen respecte el nivell del terra. Estructurat a partir dos nivells,i bastit amb pedra seca i resquills, i revestit interiorment per maons massissos. No conserva la coberta. Externament, conserva l'estructura de l'obra, paredada amb pedra seca, més o menys treballades, amb l'obertura d'una volta d'arc de mig punt que dona accés a la boca del forn, d'arc rebaixat fet a base de maons disposats a cantells.

## Història
Aquesta teuleria va estar en funcionament fins a mitjans del segle xx.